# San Martino Sannita
San Martino Sannita é uma comuna italiana da região da Campania, província de Benevento, com cerca de 1.184 habitantes. Estende-se por uma área de 6 km², tendo uma densidade populacional de 197 hab/km². Faz fronteira com Montefusco (AV), San Giorgio del Sannio, San Nazzaro, San Nicola Manfredi, Sant'Angelo a Cupolo, Torrioni (AV).

## Demografia
| Variação demográfica do município entre 1861 e 2011                               |
|                                                                                   |
| Fonte: Istituto Nazionale di Statistica (ISTAT) - Elaboração gráfica da Wikipedia |